# Catedral de Ciudad Lázaro Cárdenas
La Catedral de Ciudad Lázaro Cárdenas, oficialmente Catedral de Cristo Rey es un templo católico elevado al rango de catedral, siendo la sede de la Diócesis de Ciudad Lázaro Cárdenas. Se ubica en la ciudad de Lázaro Cárdenas, en el estado de Michoacán.

## Breve historia
Cuando se erigió la Diócesis de Ciudad Lázaro Cárdenas el 11 de octubre de 1985, se comenzaron las obras en 1988 para que tuviera sede la diócesis.
En 1992 el recinto fue consagrado como catedral después de que terminaran las obras de construcción, donde asistieron obispos de diferentes diócesis y Girolamo Prigione como representante del papa Juan Pablo II.